# Nemophila
- Commons

Nemophila é um gênero botânico pertencente à família Boraginaceae.

## Espécies
- Nemophila aphylla (L.) Brummitt
- Nemophila microcalyx (Nutt.) Fisch. & C.A. Mey.	'